# Seatruck-R-Klasse
Die Seatruck-R-Klasse ist eine Klasse von vier Ro-Ro-Schiffen, die zeitweise von der zur Clipper Group gehörenden Reederei Seatruck Ferries in Heysham betrieben wurden.

## Geschichte
Die Schiffe wurden 1996 bis 1999 auf der Werft Astilleros de Huelva in Huelva für die Estonian Shipping Company gebaut und als Lehola, Lembitu, Varbola und Leili unter der Flagge Estlands mit Heimathafen Tallinn in Dienst gestellt. Die Estonian Shipping Company setzte die Schiffe in erster Linie in der Ostsee und Nordsee ein. Zeitweise waren die Schiffe auch an andere Reedereien verchartert und wurden dafür teilweise umbenannt.
Im April 2005 wurden alle vier Schiffe von der Estonian Shipping Company für zusammen rund 55 Millionen USD an die griechische Reederei Elmira Shipping & Trading in Piräus verkauft. Die Estonian Shipping Company gab mit dem Verkauf der Schiffe ihr Ro-Ro-Geschäft auf. Elmira Shipping & Trading brachte die Schiffe unter die Flagge Maltas mit Heimathafen Valletta. Die neuen Namen der Schiffe waren RR Triumph, RR Challenge, RR Arrow und RR Shield.
2007 wurden die Schiffe weiterverkauft und erhielten erneut neue Namen. Zwei der Schiffe, die RR Challenge und die RR Shield, gingen im September des Jahres für zusammen 30 Millionen Euro an Attica Enterprise in Piräus (zur Attica-Gruppe gehört auch die Reederei Superfast Ferries), die anderen beiden Schiffe, die RR Triumph und die RR Arrow, gingen im Oktober für ebenfalls zusammen 30 Millionen Euro an Seatruck Ferries. Die neuen Namen der Schiffe wurden Challenge, Shield, Triumph und Arrow. Anfang 2008 übernahm Seatruck Ferries auch die beiden Schiffe von Attica Enterprise.
Drei der Schiffe waren zunächst noch an andere Reedereien verchartert, das vierte Schiff, die Challenge, war von Attika Enterprises bereits vor dem Verkauf an Seatruck Ferries verchartert und auf der Strecke zwischen Liverpool und Dublin im Einsatz. Nach dem Auslaufen der Charterverträge wurden die Schiffe von Seatruck Ferries in der Irischen See zwischen Großbritannien und Irland eingesetzt, zeitweise aber auch an andere Reedereien verchartert. Seatruck Ferries betrieb die Schiffe zunächst weiter unter der Flagge Maltas. 2012 brachte die Reederei alle vier Schiffe unter die Flagge der Isle of Man mit Heimathafen Douglas.
2010 wurden zwei der Schiffe an NorthLink Ferries verchartert. NorthLink Ferries, seit 2012 ein Unternehmen der Serco Group, setzt die Schiffe als Helliar und Hildasay zwischen dem schottischen Festland und Orkney und den Shetlands ein. Die britische Transportarbeiter-Gewerkschaft National Union of Rail, Maritime and Transport Workers protestierte wiederholt gegen die Bezahlung eines Teils der Besatzungsmitglieder auf den beiden Schiffen, die unterhalb des in Großbritannien geltenden Mindestlohns lagen. Da Seatruck Ferries die Heuern nicht dem Mindestlohn anpassen wollte, wurde der Chartervertrag über die beiden Schiffe Anfang 2017 dahingehend geändert, dass Seatruck Ferries die Schiffe statt auf Basis Zeitcharter auf Basis Bareboatcharter und somit ohne Besatzung vercharterte. Vertragspartner von Seatruck Ferries wurde Caledonian Maritime Assets, die die Schiffe wiederum Northlink Ferries zur Verfügung stellte. Die beiden Schiffe wurden im März 2019 von der schottischen Regierung für Caledonian Maritime Assets gekauft. Caledonian Maritime Assets betreibt die weiterhin von NorthLink Ferries eingesetzten Schiffe unter der Flagge des Vereinigten Königreichs.
Die ehemalige Clipper Ranger wurde im Sommer 2019 an die kanadische Reederei Coopérative de transport maritime et aérien (CTMA) mit Kaufoption verchartert. CTMA kaufte das Schiff im Dezember des Jahres. Das in C.T.M.A. Voyageur II umbenannte Schiff fährt unter der Flagge Kanadas.
Die Arrow wurde 2022 an die Isle of Man Steam Packet Company verkauft, nachdem sie zuvor bereits von der Reederei gechartert war. Die Isle of Man Steam Packet Company nutzt das Schiff unter anderem für den Frachtverkehr zwischen der Isle of Man und dem Vereinigten Königreich.

## Beschreibung
Der Antrieb erfolgt durch zwei Wärtsilä-Dieselmotoren (Typ: 9R32) mit jeweils 3.700 kW Leistung. Die Motoren wirken über Untersetzungsgetriebe auf zwei Verstellpropeller. Die Schiffe erreichen eine Geschwindigkeit von bis zu 16 kn. Sie sind mit einem Bugstrahlruder mit 600 kW Leistung ausgestattet.
Für die Stromerzeugung stehen zwei Leroy-Somer-Wellengeneratoren mit jeweils 600 kW Leistung (750 kVA Scheinleistung), die über je eine Abtriebswelle von den Hauptmaschinen angetrieben werden, zur Verfügung. Weiterhin stehen zwei Dieselgeneratorsätze zur Verfügung, bei denen zwei Leroy-Somer-Generatoren mit 612 kW Leistung (765 kVA Scheinleistung) von zwei Wärtsilä-Dieselmotoren mit jeweils 600 kW Leistung angetrieben werden. Als Hafen- und Notgenerator wurde ein Dieselgeneratorsatz von Wärtsilä verbaut.
Die Schiffe verfügen über drei Ro-Ro-Decks, ein Deck auf der Tankdecke, das darüberliegende Deck 2 und das obere, offene Deck 1. Die Seitenhöhe bis Deck 2 beträgt 7,20 Meter, die Seitenhöhe bis Deck 1 beträgt 12,90 Meter. Die Be- und Entladung der Schiffe erfolgt über eine Heckrampe, über die Deck 2 zu erreichen ist. Die Rampe ist 10 Meter lang. Der auf die Pier aufzulegende Teil der Rampe ist im Bereich der Fingerplatten rund 6,60 Meter breit. Am Übergang zum Schiffsdeck ist die Rampe 13,0 Meter breit. Die Rampe kann mit 60 t belastet werden. Deck 2 und Deck 1 sind durch eine 37,0 Meter lange, 3,3 Meter breite Rampe, die mit 60 t/m² belastet werden kann, miteinander verbunden. Das unter Deck 2 liegende Ro-Ro-Deck ist über einen Lastenaufzug mit 18,8 Metern Länge und 3,5 Metern Breite zu erreichen. Der Lastenaufzug kann 60 t bewegen. Unter Last bewegt er sich etwa 9 Meter pro Minute, leer etwa 18 Meter pro Minute.
Insgesamt stehen 1.057 Spurmeter zur Verfügung, davon 205 Meter auf der Tankdecke, 455 Meter auf Deck 2 und 397 Meter auf dem offenen Deck 1. Auf der Tankdecke stehen 628 m², auf Deck 2 1.366 m² und auf Deck 1 1.260 m² zur Verfügung. Die Tankdecke kann mit 5, t/m² belastet werden, Deck 2 und Deck 1 mit jeweils 2 t/m². Die nutzbare Höhe beträgt 5,0 Meter. Die Fahrzeugkapazität beträgt 65 Lkw bzw. Trailer.
An Bord der Schiffe ist Platz für 266 20-Fuß-Container (bzw. 126 40-Fuß-Container). Das Gewicht eines 20-Fuß-Containerstapels ist auf 50 t, das eines 40-Fuß-Containerstapels auf 75 t beschränkt. Das Gesamtgewicht zu ladender Container kann maximal 2.716 t betragen. Es stehen 50 Anschlüsse für Kühlcontainer oder Fahrzeuge mit temperaturgeführter Ladung zur Verfügung.
Das Deckshaus befindet sich im hinteren Bereich der Schiffe. Es bietet Platz für bis zu 18 Besatzungsmitglieder sowie 12 Lkw-Fahrer.

## Schiffe
| R-Klasse | R-Klasse  | R-Klasse   | R-Klasse                                            | R-Klasse |
| Bauname  | Baunummer | IMO-Nummer | Kiellegung Stapellauf Ablieferung                   | Spätere Namen und Verbleib |
| -------- | --------- | ---------- | --------------------------------------------------- | --- |
| Lehola   | 569       | 9119397    | 20. Oktober 1995 13. November 1996 15. Oktober 1997 | 2005: RR Triumph, 2007: Triumph. 2008: Clipper Racer, 2011: Helliar                                                                                 |
| Lembitu  | 570       | 9119402    | 13. Mai 1996 21. Juni 1997 4. April 1998            | 1999: Dart 7, 1999: Lembitu, 2000: Celtic Sun, 2001: Lembitu, 2005: RR Challenge, 2007: Challenge, 2008: Clipper Ranger, 2019: C.T.M.A. Voyageur II |
| Varbola  | 572       | 9119414    | 7. April 1997 26. Januar 1998 20. August 1998       | 1999: Dart 6, 1999: Varbola, 2005: RR Arrow, 2007: Arrow                                                                                            |
| Leili    | 573       | 9119426    | 31. Oktober 1997 30. Mai 1999 5. November 1999      | 2002: Port Everglades Express, 2004: Leili, 2005: RR Shield, 2007: Shield, 2010: Hildasay                                                           |